# بازی غاز

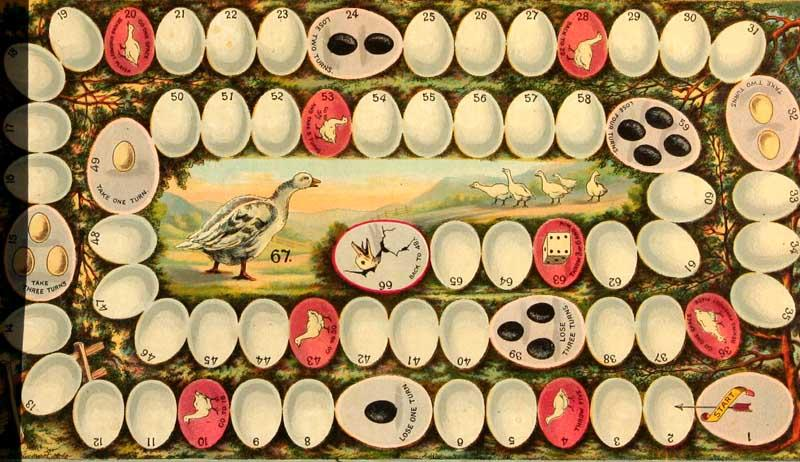
بازی تخته‌ای غاز

بازی غاز، همچنین به عنوان بازی سلطنتی غاز شناخته می‌شود، یکی از اولین بازی‌های رومیزی است که به صورت تجاری تولید شده است. این یک بازی رقابتی است که بازیکنان تنها با تکیه بر اعداد حاصل از پرتاب تاس می‌توانند خانه‌های بازی را طی کنند. تخته اغلب به شکل مارپیچ چیده می‌شود و نقطه شروع مهره‌های بازی از بیرونی‌ترین قسمت آغاز می‌شود. تمام خانه‌های روی صفحه بازی شماره گذاری شده هستند، برخی از آن‌ها تصویری از یک غاز یا یک خطر را نشان می‌دهد که یک عمل مشخص را نشان می‌دهد. هدف بازی رسیدن به خانهٔ ۶۳ قبل از هر یک از بازیکنان دیگر و در عین حال اجتناب از خطراتی مانند هتل، پل و مرگ است.
تصور می‌شود که این بازی در قرن پانزدهم میلادی در ایتالیا آغاز شد، در آنجا فرانچسکو دی مدیچی بازی غاز را به عنوان هدیه به فیلیپه، پادشاه اسپانیا پیشکش کرد. در قرن هفدهم و هجدهم میلادی، این بازی محبوبیت زیادی در سراسر اروپا به دست آورد. محبوبیت این بازی باعث شد تا اقتباس‌های گوناگونی از آن در سراسر اروپا و ایالات متحده پدید آید. با وجود نسخه‌های متعدد، قوانین تا حد زیادی در طول سال‌ها ثابت مانده‌اند.

## تاریخچه
منشأ بازی نامشخص است، اما تصور می‌شود که از ایتالیا و الهام گرفته از سایر بازی‌های رومیزی مارپیچ باشد. ادعا شده که این اولین بازی رومیزی مدرن است. به گفته مورخ بازی‌های تخته‌ای، آدرین سویل، اولین گزارش ثبت شده از این بازی در کتاب موعظه‌های گابریل دا بارلتا، راهب دومینیکن، بر جای مانده است که در سال ۱۴۸۰ میلادی اثر خود را نگاشت. نسخه ای از بازی به عنوان هدیه توسط دوک بزرگ فرانچسکو دی مدیچی اهل توسکانی، به فیلیپه دوم پادشاه اسپانیا بین سال‌های ۱۵۷۴ و ۱۵۸۷ اهدا شد؛ از آن زمان تاکنون این بازی رومیزی در حال تولید بوده است. در قرن پانزدهم، تا حد زیادی به عنوان یک بازی قمار در نظر گرفته می‌شد. در قرن هفدهم این بازی در بسیاری از کشورهای اروپایی با مدل‌های مختلف بازی انجام می‌شد. در این زمان چاپگرهای هلندی آن را بر روی چوب تولید می‌کردند. در قرن نوزدهم، این بازی به عنوان یک بازی کودکانه به بازار عرضه شد.
برخی این بازی را به دلیل شکل مارپیچی آن به صفحهٔ فستوس مربوط می‌کنند، اما همان‌طور که کارولین گودفلو اشاره می‌کند، بعید است که این دو بازی یکسان بوده باشند. در ژوئن ۱۵۹۷ جان ولف «جدیدترین و دلپذیرترین بازی غاز» را در استیشنرز به نام خود ثبت کرد. نظریه دیگری این بازی را به راه زائران در سانتیاگو یا جاده سنت جیمز کامپوستلا در گالیسیا مرتبط می‌داند. بر اساس این فرضیه، این بازی توسط شوالیه‌های معبد اختراع شد که وظیفه محافظت از کسانی که به زیارت شهرهای مقدس اصلی، یعنی کمپوستلا، رم و اورشلیم می‌رفتند، را به عهده داشتند.
قدیمی‌ترین تخته بازی غاز را می‌توان امروز در موزه هنر متروپولیتن در شهر نیویورک مشاهده کرد. این تخته دارای طرحی ایتالیایی از قرن پانزدهم میلادی است، اما ساختار واقعی تخته از جنس چوب، عاج و طلا است و از این لحاظ شبیه به آثار قرن شانزدهم هند شمالی است. در سال ۲۰۱۷، یک اثر تاریخی دیگر از این نوع، به یک گالری در پاریس رسید. این تخته رومیزی که تاریخ آن به اواخر قرن شانزدهم میلادی می‌رسد، به ایالت پرتغالی شمال هند برمی‌گردد. بازی غاز از طریق کشتی‌های پرتغالی که به هند می‌رفتند، از آسیا آورده شد. تابلوهای ساخته شده در هند در آن زمان در اروپا بسیار ارزشمند تلقی می‌شدند.

## نمادها
این بازی با هدف نمادی از سرنوشتی که انسان‌ها در زندگی تجربه می‌کنند ساخته شده است. اهمیت داشتن ۶۳ مربع بازی نشان دهنده «کلیماکتریک بزرگ» است، که به معنای سال‌های حیاتی زندگی است. نُه عدد حاکم بازی است و این به این دلیل است که یک عدد مقدس در مسیحیت است که باعث می‌شود بازی ارتباط معنوی یابد. فضاهای مارپیچ بازی نیز معنایی مرتبط با آنها دارند. تصور می‌شود که پل نمایانگر توصیف‌های قیامت است، هتل نشان‌دهنده زمین، مرگ به شروعی جدید، پیچ و خم نشان‌دهنده چیزی اشتباه است، و چاه و زندان نشان‌دهنده نیاز به کمک است. در ایتالیا، غازها به عنوان نمادهای خوش شانسی و شگون در نظر گرفته می‌شوند. با این حال نظرات متفاوتی نیز وجود دارند.